# Sonthofen
Sonthofen város Németországban, azon belül Bajorországban, az Oberallgäu járás székhelye. Lakosainak száma 22 035 fő (2023. december 31.). Sonthofen Oberstdorf, Blaichach, Ofterschwang, Bad Hindelang, Wertach, Burgberg im Allgäu és Fischen im Allgäu községekkel határos.

## Városrészei
| - Altstädten - Beilenberg - Berghofen - Binswangen - Breiten - Burg Sonthofen - Hinang | - Hochweiler - Hofen - Imberg - Margarethen - Rieden - Sonthofen | - Staig - Tannach - Tiefenbach - Unterried - Walten - Winkel |

## Története
1803-ig Sonthofen az Augsburgi Hercegpüspökség (Hochstift Augsburg) része, majd a Bajor Választófejedelemség része volt.
1429-ben a Oberdorf piaci jogot kapott.
1963-ban a település város lett.

## Galéria

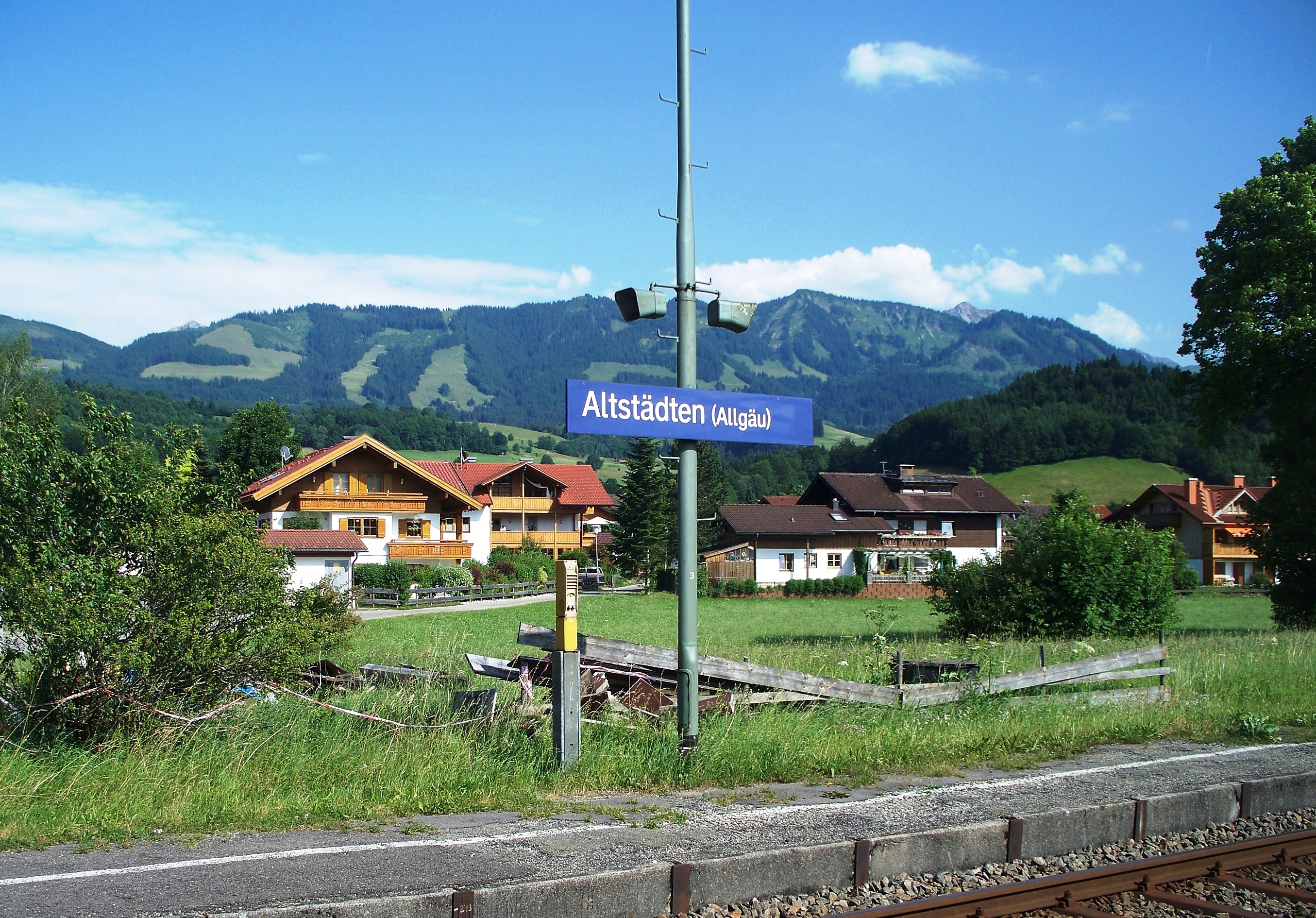
Altstädten
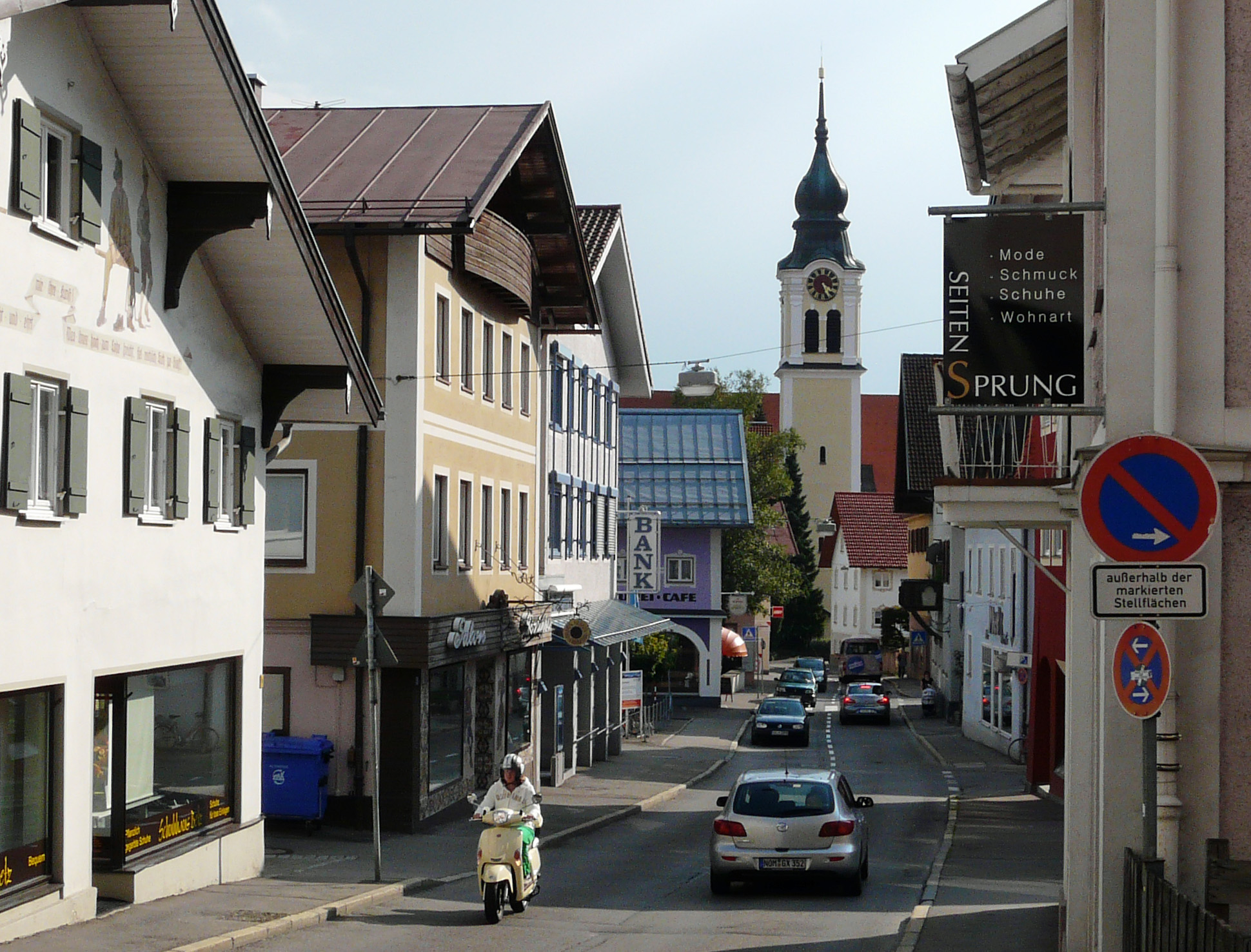
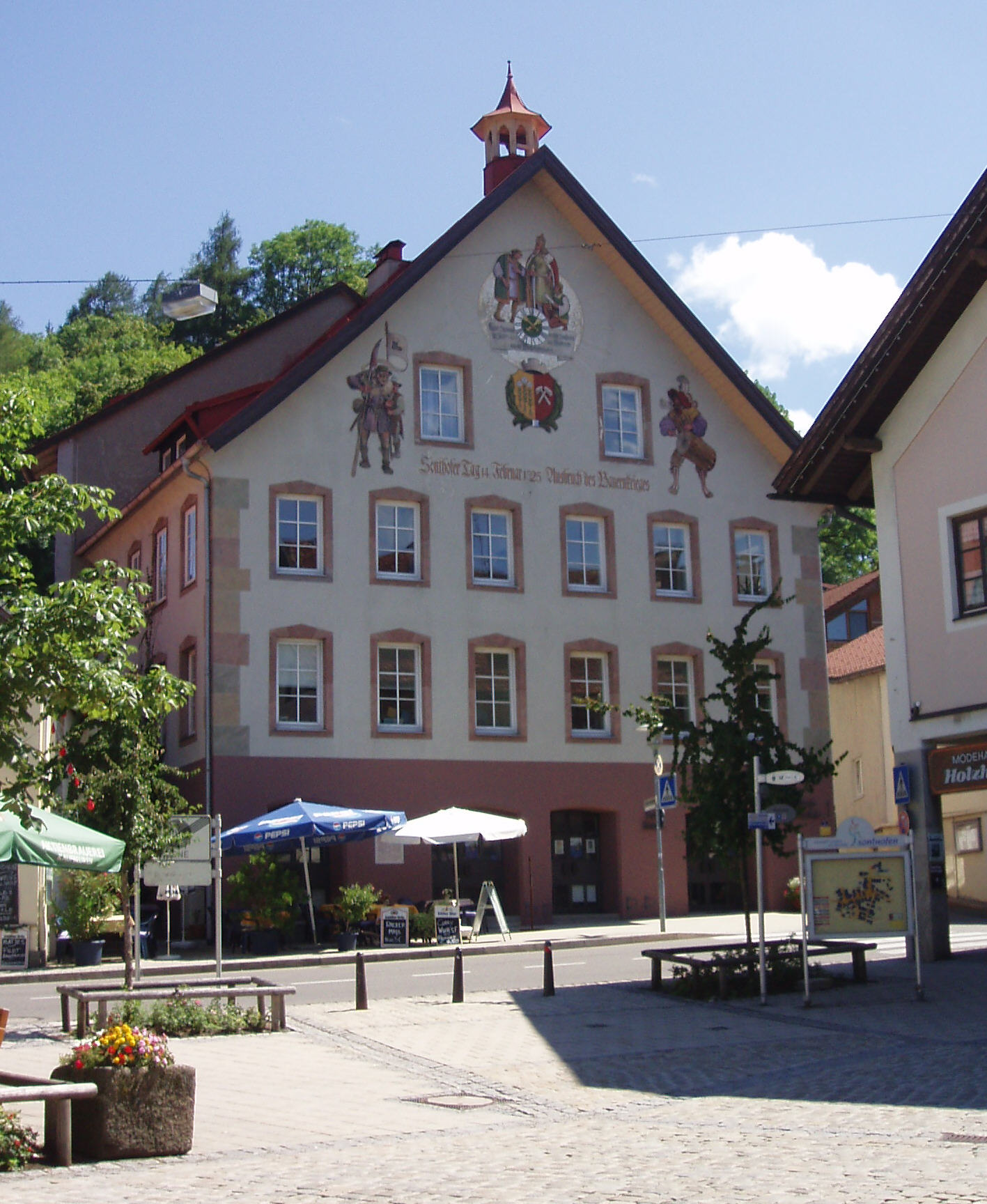
A régi iskola
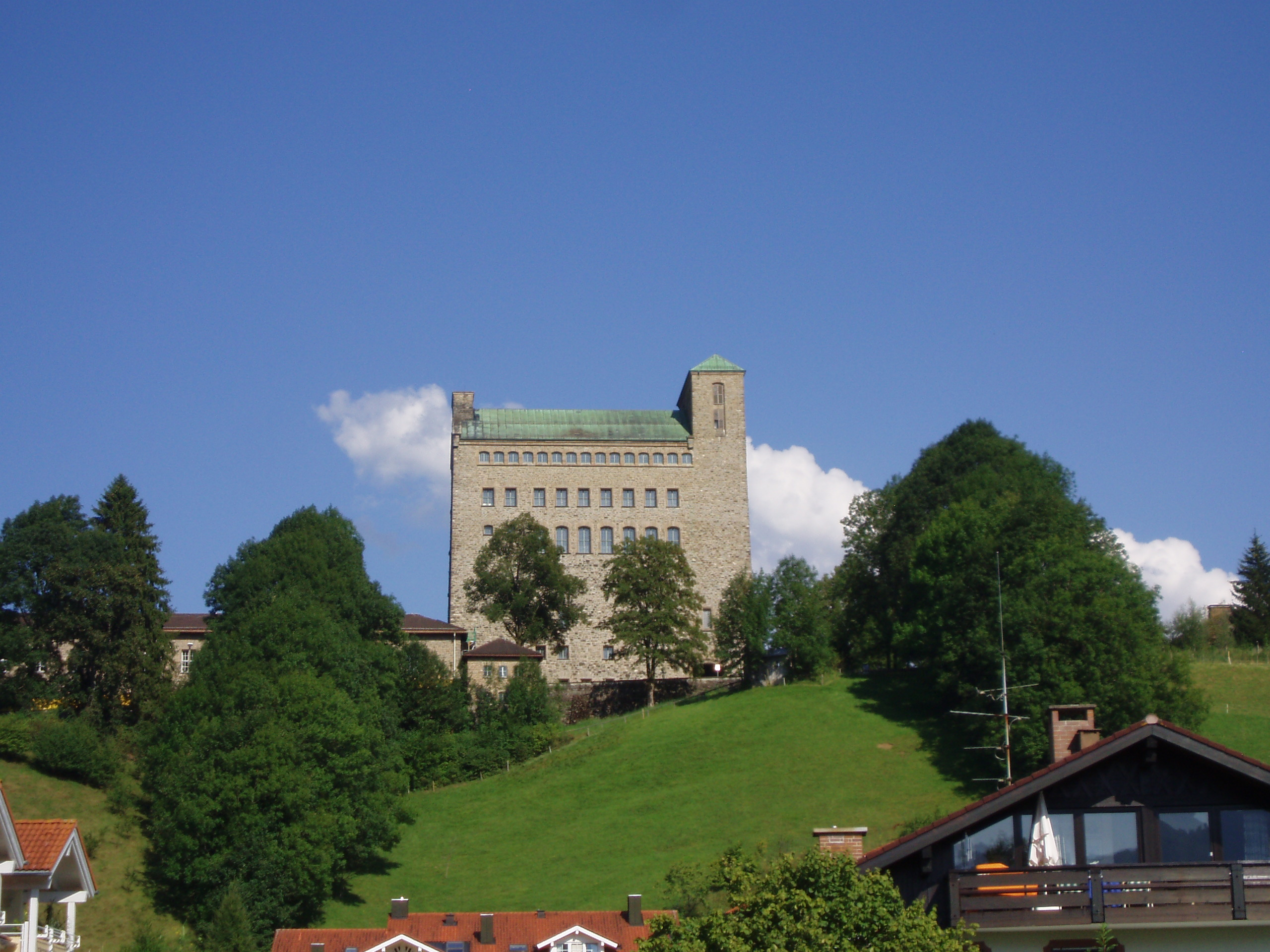
Az Ordensburg
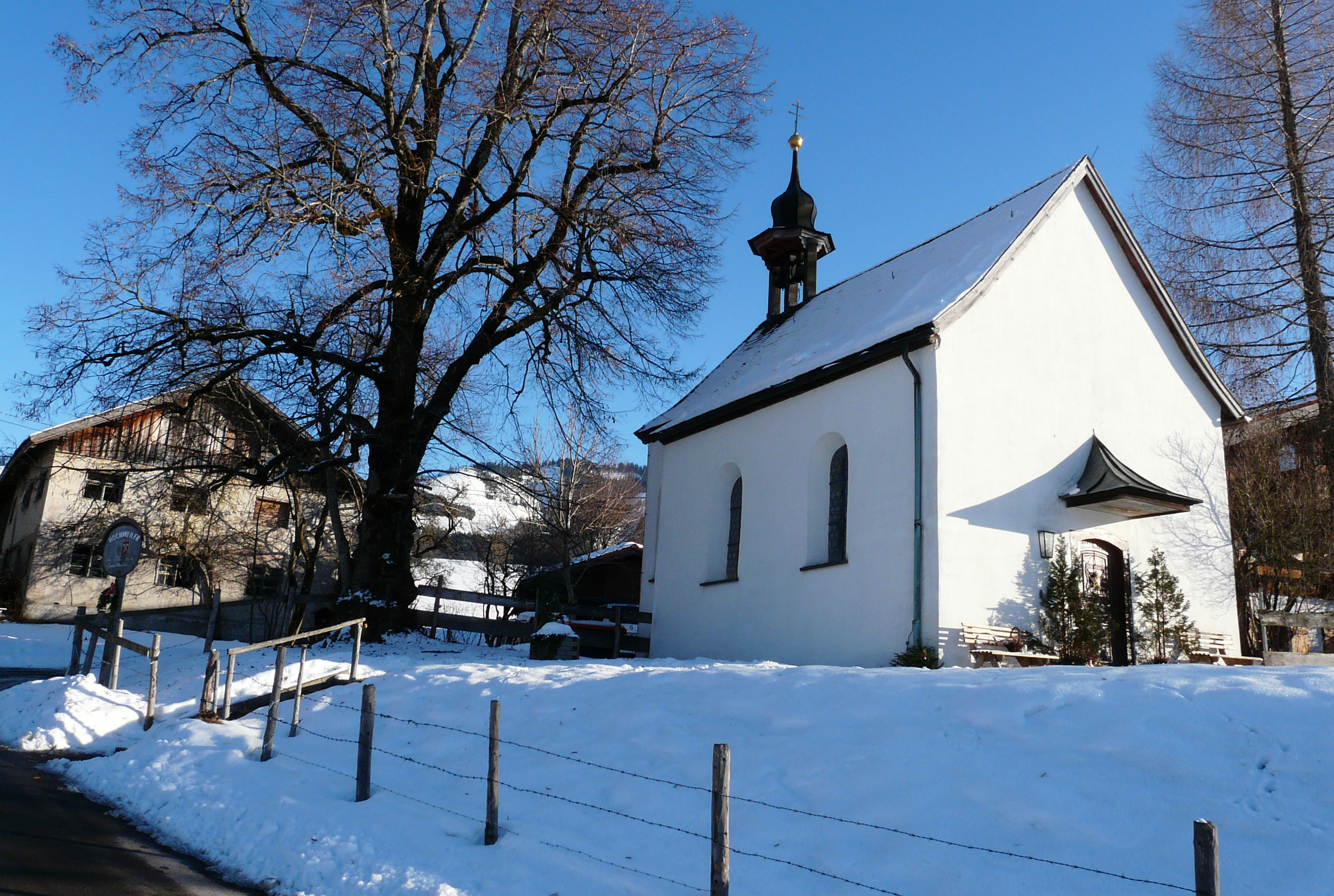
Hochweiler
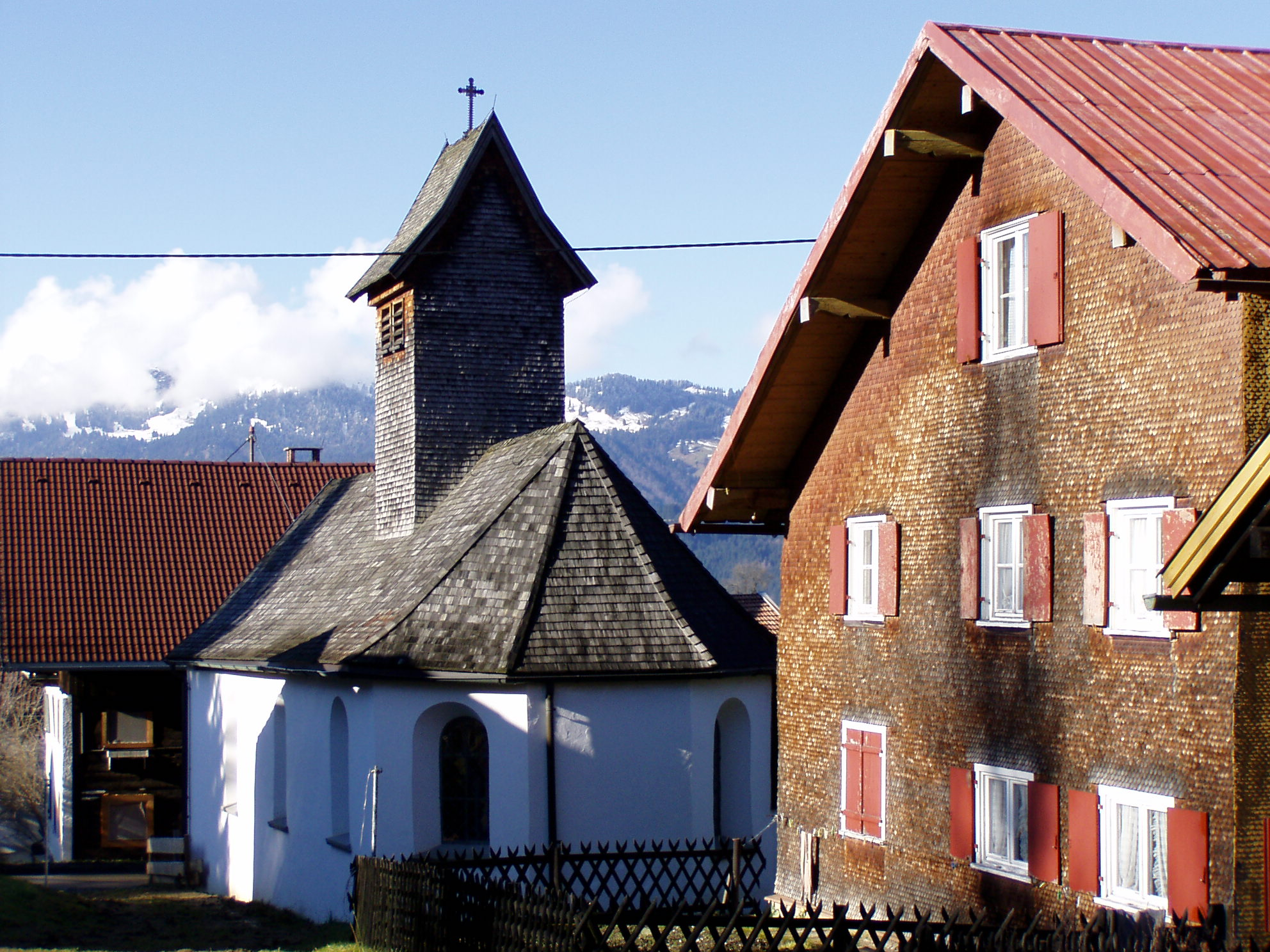
Margarethen

## Híres személyek
- Herbert Knaup (* 1956), színész
- Anne-Marie Bubke (* 1967), színésznő

## Népesség
A település népessége az elmúlt években az alábbi módon változott:

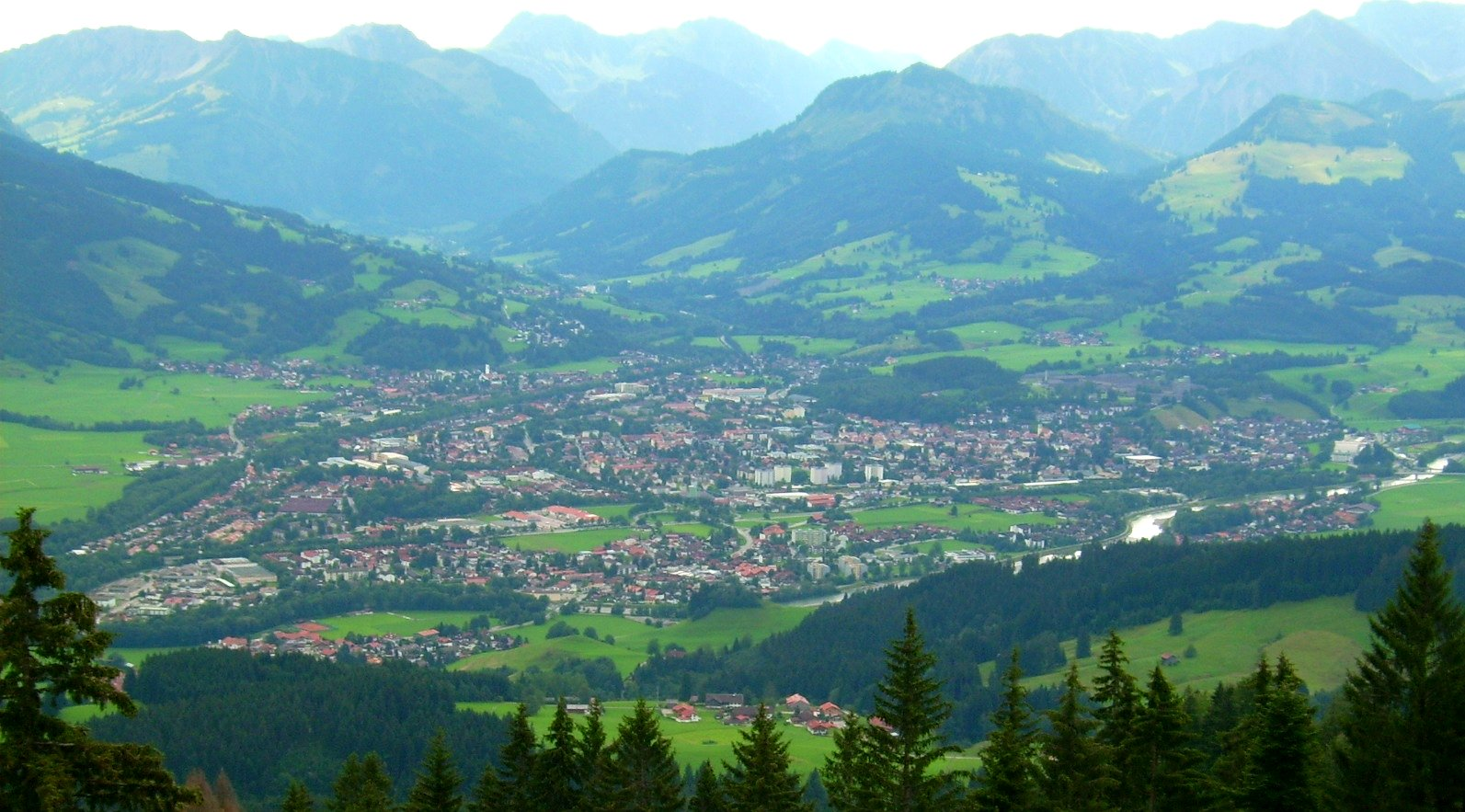
Városkép déli irányból

| Lakosok száma | 2670 | 9647 | 17 821 | 20 025 | 21 318 | 21 352 | 21 529 | 21 522 | 21 589 | 22 035 |
|               | 1875 | 1950 | 1975   | 1987   | 2012   | 2014   | 2016   | 2017   | 2021   | 2023   |

| Év       | 1840  | 1900  | 1939   | 1950   | 1961   | 1970   | 1987   | 2000   | 2012   |
| Népesség | 2.698 | 4.460 | 11.154 | 11.175 | 14.257 | 17.958 | 20.025 | 21.319 | 21.318 |